# 瓦里卡柳尼帕塔山
15°56′56″S 68°30′20″W / 15.94889°S 68.50556°W
瓦里卡柳尼帕塔山（Wari Qalluni Pata），是玻利維亞的山峰，位於該國西部拉巴斯省的拉雷卡哈省和奧馬蘇約斯省，屬於安第斯山脈中玻利維亞瑞阿爾山脈的一部分，海拔高度5,064米。